# Marmorierte Forelle

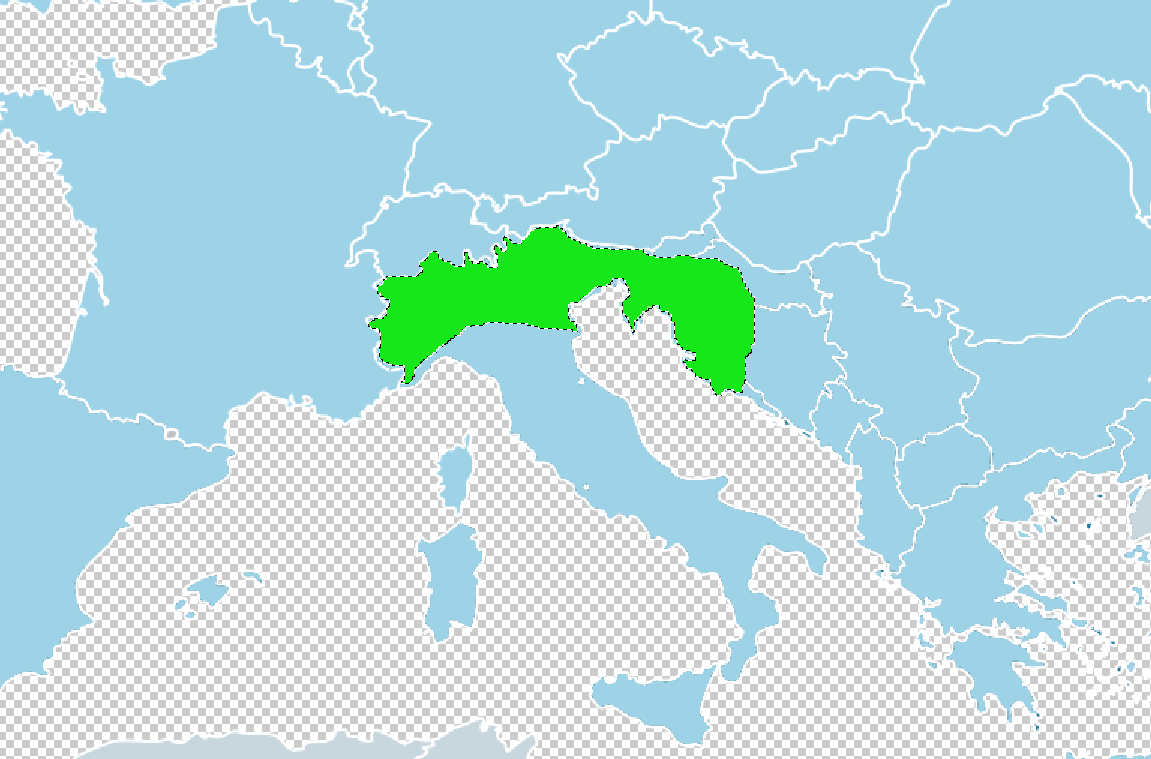
Verbreitungsgebiet der Marmorierten Forelle

Die Marmorierte Forelle oder Marmorataforelle (Salmo marmoratus) ist eine im Süßwasser lebende, großwüchsige Forelle (Salmo). Sie gehört zur Familie der Lachsfische (Salmonidae). Sie kommt in großen Fließgewässern und Nebenflüssen vor, die in die nördliche Adria entwässern. Aufgrund ihrer namensgebenden Musterung ist sie von anderen Forellenarten unterscheidbar. Die Marmorierte Forelle kann über 10 Jahre alt werden und eine Körperlänge von 1,20 Meter erreichen. Das größte, tot aufgefundene weibliche Exemplar wog 24 kg, jedoch gibt es Berichte über Fänge bis 30 kg.

## Morphologie
Die Marmorierte Forelle besitzt einen torpedoförmigen Körper der seitlich abgeflacht ist und somit der Strömung nur wenig Angriffsfläche bildet. Sie trägt starke Flossen, wobei die Schwanzflosse nicht eingebuchtet ist. Sie trägt kleine Schuppen. Das Farbspektrum reicht von grau, grün bis braun und ist vom jeweiligen Gewässer abhängig. Erst im Alter von circa zwei Jahren wird die Marmorierung deutlich sichtbar. Die Musterung überzieht den gesamten Körper, außer die Flossen. Durch das Fehlen der roten Punkte kann man die marmorierte Forelle von der Bachforelle und Hybridformen unterscheiden. Ihr Kopf wirkt bullig und die Maulspalte reicht bis hinter das Auge. Sowohl Mund als auch Zunge sind mit kräftigen Zähnen besetzt, was auf eine räuberische Lebensweise hinweist.

## Verbreitung und Lebensraum
Das natürliche Verbreitungsgebiet der Marmorierten Forelle beschränkt sich auf einige Zuflüsse der Adria. Es reicht von Kroatien über Slowenien bis nach Norditalien. Typische Gewässer, in denen die Marmorierte Forelle vorkommt, sind die Soča und die Rižana in Slowenien sowie die Passer und die Etsch in Südtirol. Durch Besatz und Laichwanderung kann man die Marmorierte Forelle teilweise sogar in Gebirgsbächen antreffen. Mit zunehmender Größe sucht sie jedoch tiefe Flussabschnitte auf, in denen ihr tiefe Rinnen und Gumpen den nötigen Schutz bieten. Sie bevorzugt kühle, sauerstoffreiche Gewässer, in denen die Temperaturen im Sommer nicht über 15 °C steigen. Als Bodengrund müssen kiesige Gewässerabschnitte vorhanden sein, die ein geeignetes Laichbett bieten.

## Fortpflanzung
Die weiblichen Tiere sind in der Regel nach etwa vier Jahren geschlechtsreif, die Männchen ein Jahr früher. Zu Beginn der Laichzeit, die von Ende Oktober bis Dezember dauert, wandern die Marmorierten Forellen flussaufwärts zu ihren Laichplätzen. Dabei bilden die Milchner typische Laichmerkmale aus, wie eine intensive Färbung und die Bildung eines Laichhakens. Sind die Fische an einer geeigneten Stelle angelangt, beginnt der Rogner eine Laichgrube auszuschlagen. Dabei wird mit der Schwanzflosse und dem Schwanzstiel solange auf den Kies geklopft, bis sich das kleinere Substrat dahinter aufhäuft. An der Klopfstelle entsteht eine Grube, in der eine geringere Strömung als in der Umgebung ist. Das zu dieser Zeit territoriale Männchen verteidigt das laichreife Weibchen vor Konkurrenten, somit kommt meist das stärkste Tier zum Zug. Nachdem die Eier in einem Kiesbett mit einer Tiefe von 0,6 bis 0,8 Metern abgelegt worden sind, werden sie vom Milchner befruchtet und vom Rogner mit Kies bedeckt. Die Eianzahl beträgt im Durchschnitt 1.500 bis 2.000 pro Kilogramm Körpergewicht und kann auf mehrere Laichgruben aufgeteilt werden. Danach lassen sich die Forellen wieder flussabwärts treiben und suchen ihre alten Standplätze auf. Früher wanderten große Marmorierte Forellen bis ins Brackwasser zurück, wo sie sich mehrere Monate zur Nahrungsaufnahme aufhielten. Aufgrund von Verbauung sind die Wanderrouten heute blockiert und ein Größenrückgang wird beobachtet. Die Brut schlüpft nach 45 Tagen. Nach 59 bis 63 Tagen ernähren sich die Jungfische von einer Vielfalt von wirbellosen Tieren. Die erwachsenen Fische sind Fischfresser.

## Ernährung
Das Nahrungsspektrum der Marmorierten Forelle richtet sich nach ihrem Alter, ihrer Größe und dem jeweiligen Lebensraum. Jungfische nehmen meist vorbeitreibende Nahrung, wie Makrozoobenthos auf. Zu ihnen zählen vor allem Steinfliegen-, Köcherfliegen- und Eintagsfliegenlarven. In den warmen Jahreszeiten werden auch deren Imagines an der Oberfläche genommen. Mit zunehmender Größe steigt der Proteinbedarf der Marmorierten Forelle und sie wird deutlich räuberischer. Die kleinwüchsige Mühlkoppe oder Groppe ist in vielen Gewässern die Hauptbeute, aber auch Kannibalismus wird häufig beobachtet.

## Gefährdung und Schutz
Die Marmorierte Forelle wird von der IUCN als „vom Aussterben bedroht“ im Hauptverbreitungsgebiet in Norditalien geführt und als „nicht gefährdet“ im gesamten Verbreitungsgebiet. Zu den Gefährdungsursachen zählen:
- Die Hybridisierung mit der Bachforelle: In vielen Gewässern kommen nur noch ausschließlich Hybriden vor, die man anhand der Marmorierung in Kombination mit den klar abgegrenzten roten Punkten erkennt.
- Starke Verbauung: Uferbegradigung und Kanalisierung der Flussläufe zerstören in vielen Fällen Unterstände und führen zum Habitatverlust.
- Steigender Energiedruck: Durch den massiven Ausbau der Wasserkraft in den letzten Jahrzehnten entstehen gleich mehrere Probleme für die marmorierte Forelle und andere Flussbewohner. Zum einen fehlt das Wasser, das sich zwischen Aus- und Wiedereinleitung nicht im Fluss befindet. Des Weiteren stellen Anstauungen eine ökologische Barriere dar, die von den Wanderfischen auch mit Hilfe von Fischtreppen nur schwer überwunden werden. Periodisch durchgeführte Stauraumspülungen führen zu Fischsterben und Laichplatzverschlammungen.
- Steigende Befischungsintensität.
- Übermäßiger Besatz von allochthonen Fischarten, wie der Regenbogenforelle und dem Bachsaibling.

Die Marmorierte Forelle wird von der Europäischen Union im Anhang II der FFH-Richtlinie geführt und gilt damit als Art von gemeinschaftlichem Interesse, für deren Erhaltung von den Mitgliedsstaaten besondere Schutzgebiete ausgewiesen werden müssen.